# Жабути (премия)
Премия Жабути (порт. Prêmio Jabuti) — литературная премия в Бразилии. Жабути — разновидность сухопутной черепахи, популярная в Латинской Америке.

## История
Премия была учреждена в 1959 году Бразильской книжной палатой для развития отечественной словесности и читательской культуры. Присуждается в нескольких номинациях (поэзия, новелла, роман, эссе, детская и юношеская литература, история литературы, книжная иллюстрация и др.). За прошедшие годы дополнилась новыми номинациями, которые вышли за рамки собственно литературы (наука, журналистика, право, преподавание и др.).

## Лауреаты (избранный список)
- 1959: Жоржи Амаду («Роман»)
- 1960: Далтон Тревизан («Новелла»), Антониу Кандиду («История литературы»)
- 1961: Клариси Лиспектор («Новелла»)
- 1963: Сесилия Мейрелис («Литературный перевод»)
- 1964: Сесилия Мейрелис («Поэзия»)
- 1965: Далтон Тревизан («Новелла»), Антониу Кандиду («Поэзия»)
- 1966: Эрику Вериссиму («Роман»), Антониу Кандиду («Эссе»)
- 1967: Хосе Мауро де Васконселос («Роман»), Жуан Кабрал де Мело Нето («Поэзия»)
- 1968: Карлус Друммонд ди Андради («Поэзия»)
- 1970: Рубен Фонсека («Новелла»), Жилберту Фрейре («Литературная личность года»)
- 1972: Жуан Убалду Рибейру («Литературное открытие года»)
- 1973: Ледо Иво («Поэзия»), Жилберту Фрейре («Эссе»)
- 1974: Лижия Фагундес Телес («Роман»)
- 1976: Радуан Насар («Литературное открытие года»)
- 1978: Клариси Лиспектор «Час звезды» («Роман»), Аделия Праду («Поэзия»), Антониу Кандиду («Литературная личность года»)
- 1979: Марио де Андраде («Книга по искусству»), Алсеу Аморозу Лима («Литературная личность года»)
- 1980: Жилберто Фрейре («Литературная личность года»)
- 1981: Франсишку Алвим («Поэзия»), Жозе Ж. Вейга («Новелла»), Жуан Жилберту Нолл («Литературное открытие года»)
- 1982: Силвиану Сантьягу («Роман»), Аутран Доурадо («Новелла»)
- 1983: Жозе Ж. Вейга («Роман»)
- 1984: Рубен Фонсека («Роман»), Хилда Хилст («Поэзия»)
- 1985: Жуан Убалду Рибейру («Роман»)
- 1988: Моасир Скляр («Новелла»), Освалд де Андраде («Издание года»)
- 1989: Франсишку Алвим («Поэзия»)
- 1990: Милтон Хатум («Роман»), Мануэл ди Барруш («Поэзия»), Ана Миранда («Литературное открытие года»)
- 1991: Аролдо де Кампос («Литературный перевод»)
- 1992: Шико Буарке («Роман»), Винисиус ди Морайс («Издание года»)
- 1993: Моасир Скляр, Жозе Ж. Вейга, Силвиану Сантьягу («Роман»), Рубен Фонсека («Новелла»), Аролдо де Кампос, Карлус Друммонд ди Андради («Поэзия»), Антониу Кандиду («Эссе»), Итало Кальвино («Издание года»)
- 1994: Жуан Жилберту Нолл («Роман»), Хилда Хилст («Новелла»), Марина Коласанти, Винисиус ди Морайс («Поэзия»), Антониу Кандиду («Эссе»), Октавио Пас, Лаура Эскивель, Аролдо де Кампос («Литературный перевод»)
- 1995: Жоржи Амаду («Роман»), Далтон Тревизан («Новелла»), Паулу Леминский, Иван Жункейра («Поэзия»)
- 1996: Лижия Фагундес Телес, Рубен Фонсека («Новелла»)
- 1997: Жуан Жилберту Нолл («Роман»), Силвиану Сантьягу, Марина Коласанти («Новелла»), Тиагу ди Меллу, Карлус Друммонд ди Андради, Сесилия Мейрелис («Поэзия»)
- 1998: Радуан Насар («Новелла», Себастьян Сальгадо («Фоторепортаж»)
- 1999: Аролдо де Кампос («Поэзия»)
- 2000: Моасир Скляр («Роман»), Тиагу ди Меллу, Феррейра Гуллар («Поэзия»)
- 2001: Милтон Хатум, Патрисия Мело («Роман»), Лижия Фагундес Теллес («Новелла»), Ледо Иво («Поэзия»)
- 2002: Мануэл ди Барруш («Книга года — Литература»), Аролдо де Кампос («Перевод»)
- 2003: Ана Миранда («Роман»), Рубен Фонсека («Новелла»)
- 2004: Шико Буарке («Книга года — Литература»)
- 2005: Нелида Пиньон («Роман», «Книга года — Литература»), Иван Жункейра («Перевод»)
- 2006: Милтон Хатум («Роман», «Книга года — Литература»), Марселину Фрейре («Новелла»)
- 2007: Феррейра Гуллар («Новелла»), Моасир Скляр («Книга для юношества»)
- 2008: Кристован Тецца («Роман»), Моасир Скляр («Биография»)
- 2009: Моасир Скляр («Роман», «Книга года — Литература»)
- 2010: Шико Буарке («Роман», «Книга года — Литература»)
- 2011: Далтон Тревизан («Новелла»), Феррейра Гуллар («Поэзия», «Книга года — Литература»)